# Caimbambo
Caimbambo è una municipalità dell'Angola appartenente alla provincia di Benguela. Ha 48.424 abitanti (stima del 2006) ed una superficie di 3.285 km².
Il principale comune è l'omonimo Caimbambo.